# Hockey (album)
Pour les articles homonymes, voir Hockey.
Hockey est un album de John Zorn. C'est l'une des premières game pieces de John Zorn. Sorti d'abord en 1980 en vinyle sur le label Parachute, Hockey a paru dans le coffret Parachute Years en 1997 avant de sortir en album indépendant en 2002 sur le label Tzadik. Selon la description sur le site de Tzadik, il s'agit d'une des musiques les plus étranges que Zorn ait conçue. L'album comprend deux versions de cette pièce, l'une acoustique, l'autre électrique.

## Titres
|       | Electric Version |       |
| 1.    | Take 1           | 0:55  |
| 2.    | Take 2           | 3:11  |
| 3.    | Take 3           | 11:32 |
| 4.    | Take 4           | 11:18 |
|       | Acoustic Version |       |
| 5.    | Take 2           | 3:43  |
| 6.    | Take 4           | 2:45  |
| 7.    | Take 11          | 0:54  |
| 8.    | Take 13          | 1:02  |
| 9.    | Take 1           | 3:10  |
| 10.   | Take 3           | 3:16  |
| 11.   | Take 5           | 1:08  |
| 12.   | Take 6           | 1:00  |
| 13.   | Take 7           | 1:07  |
| 14.   | Take 8           | 0:45  |
| 15.   | Take 9           | 1:22  |
| 16.   | Take 10          | 1:03  |
| 17.   | Take 12          | 1:16  |
| 49:27 |                  |       |

## Personnel
- Polly Bradfield - violon
- Eugene Chadbourne - guitare électrique, effets personnels
- Wayne Horvitz - piano amplifié
- Mark E. Miller - percussion, microphones de contact, vibraphone
- Bob Ostertag - électronique
- John Zorn - appeaux, clarinette, embouchures